# Kira Roessler
Kira Roessler (ur. 12 czerwca 1961 w New Haven) – amerykańska gitarzystka basowa. Karierę rozpoczęła w zespole Deza Cadeny DC3. Pod koniec 1983 roku zastąpiła w Black Flag Chucka Dukowskiego. Nagrała z nimi 5 albumów. Na początku 1986, kiedy Rollins i Ginn usunęli ją z zespołu – utworzyła duet Dos razem z byłym basistą Minutemen Mikiem Wattem (w latach 1987−1994 byli małżeństwem). Nagrali trzy płyty, które ukazały się nakładem firmy New Alliance Records.
Obecnie Kira jest związana z przemysłem filmowym w Los Angeles (jako korektorka dialogów filmowych). Współpracowała przy tworzeniu takich filmów jak: Confessions of a Dangerous Mind (2002), Under Tuscan Sun (2003), ATL (2006) i We Jam Econo: Story Minutemen i American Hardcore.

## Dyskografia

### Black Flag
- Family Man (SST Records 1984)
- Slip It In (SST Records 1984)
- Live ’84 (SST Records 1984)
- Loose Nut (SST Records 1985)
- In My Head (SST Records 1985)
- Who’s Got the 10½? (SST Records 1986)

### Dos
- Dos (New Alliance Records 1986)
- Numero Dos (New Alliance Records 1989)
- Uno Con Dos (New Alliance Records 1989)